# R. Henry Grey
Robert Henry Grey (Oakland, 17 luglio 1891 – Los Angeles, 26 aprile 1934) è stato un attore statunitense.

## Filmografia parziale
- Boots and Saddles (1916)
- The Sultana, regia di Sherwood MacDonald (1916)
- Twin Kiddies, regia di Henry King (1917)
- Speed, regia di George B. Seitz (1922)